# Muskuskaasjeskruid
Het muskuskaasjeskruid of muskusmalve (Malva moschata) is een algemeen voorkomende, vaste plant uit de kaasjeskruidfamilie (Malvaceae). De plant kan 30-70 cm hoog worden en bloeit van juli tot september met lichtroze of witte bloemen, die licht naar muskus ruiken. De plant komt voor op voedselrijke grond, vooral op plaatsen met lichte schaduw en nabije bebouwing. Hij wordt ook als tuinplant gebruikt en ingezaaid in wegbermen.
De vrucht is een splitvrucht.

## Plantengemeenschap
Muskuskaasjeskruid is een indicatorsoort voor het mesofiel hooiland (hu) subtype 'Glanshavergrasland', een karteringseenheid in de Biologische Waarderingskaart (BWK) van Vlaanderen en het Brussels Hoofdstedelijk Gewest.

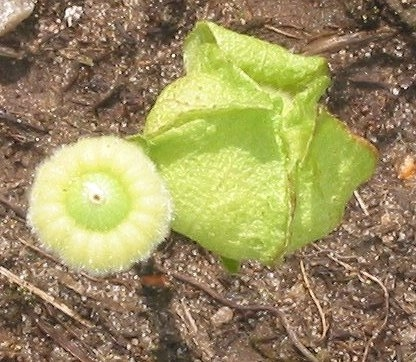
Vrucht
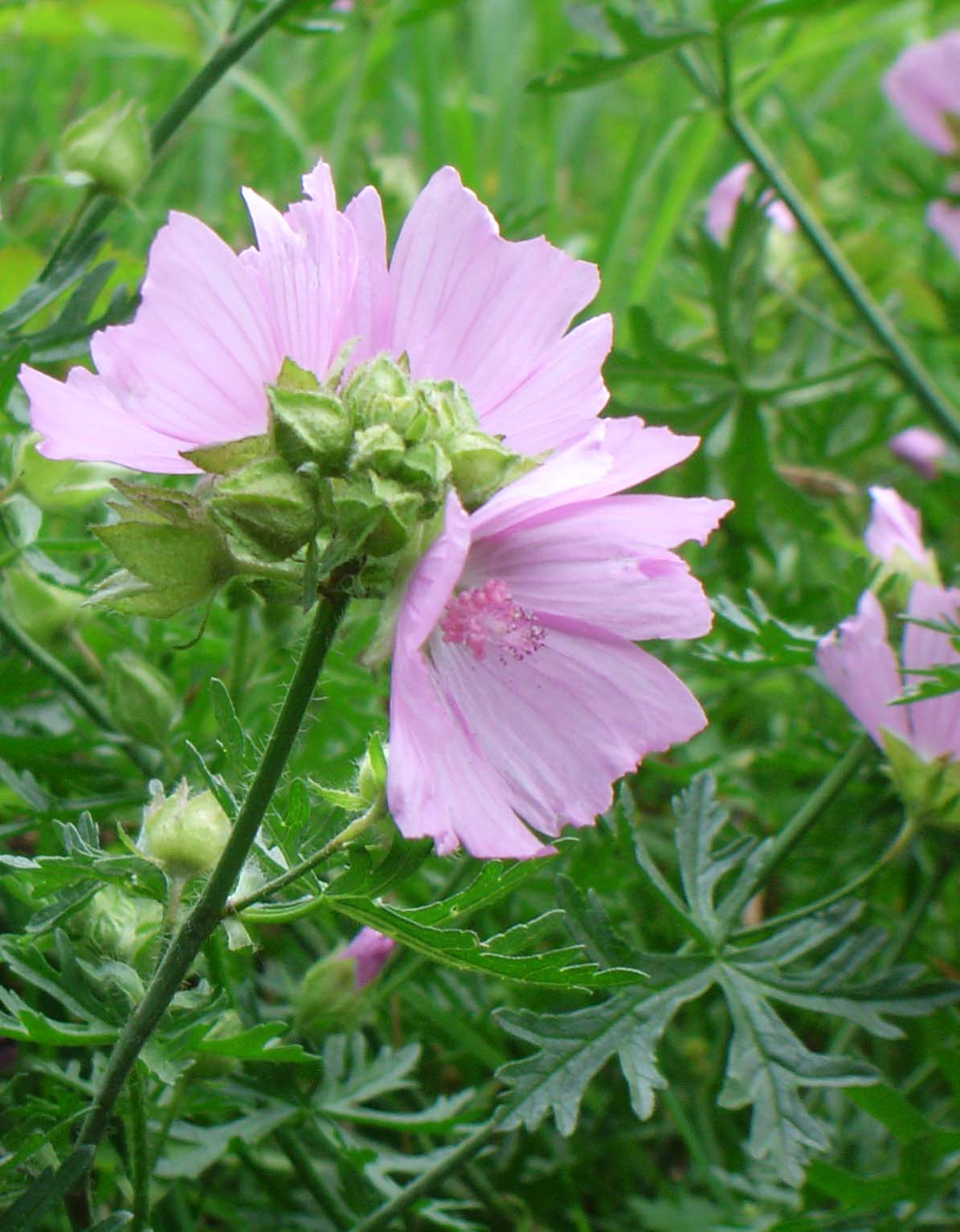
Muskuskaasjeskruid
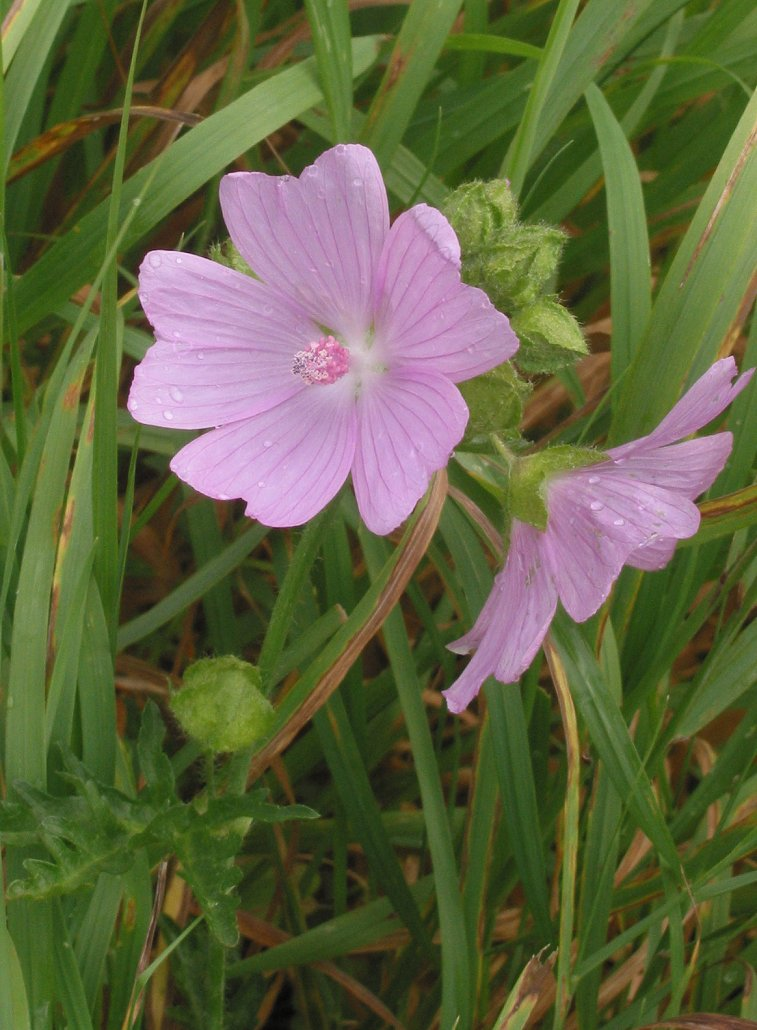
Close-up